# История почты и почтовых марок Южного Судана
История почты и почтовых марок Южного Судана делится на период до провозглашения независимости в 2011 году, когда территория Южного Судана входила в состав колониального Англо-Египетского Судана (до 1954) и суверенного Судана (1956—2011) и имела с ним общую почтовую историю, и после обретения независимости, когда была создана почтовая служба страны и стали издаваться собственные почтовые марки.

## Развитие почты

### Британская и англо-египетская оккупация
История почты в южносуданском регионе имеет особенности, общие с развитием почтовой связи Судана. В колониальный период почтовая служба была создана в Судане британскими оккупационными властями. Английским губернатором генералом Чарльзом Джорджем Гордоном курсирование почты из северных областей Судана было расширено до лежащей к югу Экваториальной провинции. Это почтовое сообщение имело исключительно служебный характер и не предусматривало какой-либо почтовый сбор, поэтому южнее Хартума почтовые марки на корреспонденции не употреблялись. Встречаются лишь отдельные письма, которые исходили из Экватории (англ. Equatoria) от Гордона и других лиц, франкировались в Хартуме и перенаправлялись далее. В XX веке, после образования Англо-Египетского Судана, в южносуданских провинциях действовала почта этого колониального кондоминиума.

### Угандийское правление
С 1899 по 1910 год территория Южного Судана административно подчинялась Уганде. В этот период здесь имели хождение марки Уганды или Уганды и Восточной Африки.

### Бельгийский анклав Ладо
В конце XIX — начале XX века часть южносуданской территории вошла в анклав Ладо, который был сдан в аренду бельгийскому королю Леопольду II с тем, чтобы способствовать транспортировке продукции из Свободного государства Конго по Нилу и далее в Европу и другие направления. Анклав Ладо был занят Свободным государством Конго в 1887—1908 годах и Бельгийским Конго в 1908—1910 годах, и в это время в данной провинции применялись конголезские почтовые марки.

### Современность
С 1956 по 2011 год на территории Южного Судана действовала общесуданская почта, которую в последнее время представляла компания SudaPost. На этом историческом этапе на территории Южного Судана в обращении были почтовые марки Судана. После получения независимости 9 июля 2011 года за организацию и развитие сферы связи в стране отвечает Министерство связи и почтовых услуг Южного Судана во главе с министром Мадутом Биаром Йелом (Madut Biar Yel).

#### Почтовые отделения в независимом Южном Судане

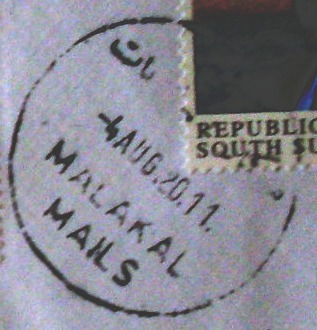
Почтовый штемпель старого типа, всё ещё применяемый в независимом Южном Судане

На момент подписания всеобъемлющего мирного соглашения между Хартумом и SPLM/SPLA в Найроби 9 января 2005 года, оставались открытыми только почтовые отделения в четырёх гарнизонных городах: Джуба, Вау, Малакаль и Эр-Ренк, но и те вряд ли работали. Десятки почтовых отделений и агентств были закрыты во время второй гражданской войны на юге в 1983—2005 годах. Полный список почтовых отделений и агентств, существовавших на территории Южного Судана, можно найти в буклете «Post Offices and Postal Agencies of the Sudan 1867—1998» (Почтовые отделения и почтовые агентства Судана 1867—1998 гг.).
Первым из закрытых почтовых отделений, вновь официально открытых, стало почтовое отделение в Торите (административный центр Восточной Экваториальной провинции) в 2010 году, за ним 5 июля 2011 года возобновило работу почтовое отделение в Ямбио (Западной Экваториальной провинции), затем 25 июля 2012 года — почтовое отделение в Ее, 20 февраля 2013 года — почтовое отделение в Мариди, а через месяц, 28 марта 2013 года — почтовое отделение в Румбеке, административном центре Озёрной провинции и два дня спустя — почтовое отделение в Авейле, административном центре провинции Северный Бахр-эль-Газаль. Сообщалось, что почтовое отделение в Кае в Центральной Экваториальной провинции также вновь открылось ещё в октябре 2010 года, но стало работать только спустя некоторое время, причём в нём работал всего один почтовый работник.

## Выпуски почтовых марок

### Первые марки
Первые почтовые марки Южного Судана были выпущены 13 июля 2011 года Министерством связи и почтовых услуг. Номинал марок указан в южносуданских фунтах. Тираж — 100 тысяч.
На первых марках изображены флаг Южного Судана, герб Южного Судана и портрет Джона Гаранга, лидера движения за независимость страны:
| №   | Дата выпуска | Номинал | Сюжет              | Примечания                             |
| --- | ------------ | ------- | ------------------ | -------------------------------------- |
| 001 | 13 июля 2011 | 1,0     | Флаг Южного Судана | Первая марка независимого государства  |
| 002 | 13 июля 2011 | 2,5     | Герб Южного Судана |                                        |
| 003 | 13 июля 2011 | 3,5     | Джон Гаранг        | Исторический политический лидер страны |

Марки первой серии распространялись во всех штатах нового государства и, в первую очередь, в сельской местности, где проживает более 80 % населения страны.

### Последующие выпуски
Выпуск второй серии почтовых марок был запланирован на 9 июля 2012 года, в первую годовщину провозглашения независимости. По причине мер жёсткой экономии и по иным причинам эта серия вышла позже. Серия состоит из 6 почтовых марок номиналом 1, 2, 5, 10, 20 и 50 южносуданских фунтов с изображением птиц, диких животных и государственного герба. Вначале в обращение вышли марки только четырёх низших номиналов.
На всех почтовых марках серии имеется надпись: «Первая годовщина независимости 9 июля 2012 г.». Информация о животных, изображённых на почтовых марках этой серии:
| №   | Дата выпуска | Номинал | Сюжет | Примечания |
| --- | ------------ | ------- | --- | --- |
| 004 | 2012         | 1,0     | Китоглав (англ. Shoe-billed Stork; лат. Balaeniceps rex)                                                                                             | |
| 005 | 2012         | 2,0     | Бородач (англ. Bearded Vulture or ‘Lammergeier’; лат. Gypaetus barbatus)                                                                             | Опечатка на марке: «Lammengeier» (буква «n» вместо «r») |
| 006 | 2012         | 5,0     | Седлоклювый ябиру (англ. Saddled Bill or Saddle-billed Stork лат. Ephippiorhynchus senegalensis)                                                     | |
| 007 | 2012         | 10,0    | Нильский личи или суданский козёл (англ. Nile Lechwe; лат. Kobus megaceros)                                                                          | Дополнительный текст на марке: «Обитает только в Южном Судане» («Only Found in South Sudan»)                                                                             |
| 008 | 2012         | 20,0    | Надпись: «Белоухий коб мигрирует в Южном Судане в огромных количествах» (англ. «White-Eared Kob Found in South Sudan in Greatest Migrating Numbers») | Несмотря на надпись, на марке фактически изображена антилопа канна (лат. Taurotragus oryx), в частности заметен характерный горб на загривке и свисающая шкура между ног |
| 009 | 2012         | 50,0    | Герб со стилизованным изображением орлана-крикуна (англ. African Fish Eagle; лат. Haliaeetus vocifer)                                                | |

В нескольких малых листах почтовых марок номиналом 10 южносуданских фунтов (нильский личи) на третьей марке во втором ряду имеется дефект печати: ясно различимое желтоватое пятно на красном фоне над обозначением номинала белого цвета.
Невыпущенная вторая серия из двух почтовых марок должна была быть эмитирована по случаю официального государственного визита президента Салвы Киира в КНР 23-25 апреля 2012 года. Эта серия, представлявшая собой дар Китая Южному Судану аналогично первой серии, состояла из почтовой марки номиналом 1 южносуданский фунт с изображением флагов Южного Судана и Китая и почтовой марки номиналом 3,5 южносуданских фунтов с портретом президента Киира в его традиционной ковбойской шляпе. Точно такой же портрет был также изображён на памятном конверте, выпущенном по этому поводу Китайской национальной филателистической корпорацией. Точно такие же флаги представлены на специальном брезентационном буклете в ознаменование установления дипломатических отношений между КНР и Южным Суданом в 2011 году. По причине разразившегося пограничного конфликта с Суданом государственный визит был сокращён и официальная церемония передачи этой серии почтовых марок была отменена. Преджположительно, почтовые марки были переданы окружению президента и позднее хранились в администрации президента в Джубе. Предположительно, они так и не были переданы Министерству информации, коммуникационных технологий и почтовой связи или почтовому ведомству, и, по-видимому, продолжают храниться в президентской администрации.
15 сентября 2017 года в Южном Судане началась реализация надпечаток нового тарифа на почтовых марках номиналом 1 южносуданский фунт с изображением государственного флага и номиналом 3,5 южносуданских фунтов с изображением Джона Гаранга из первого выпуска 2011 года и на почтовых марках номиналом 1, 2 и 5 южносуданских фунтов с изображением птиц второго выпуска 2012/2013 годов. В связи с галопирующей инфляцией южносуданского фунта было предложено повысить почтовые тарифы и в соответствии с этим появилась потребность в повышении номиналов почтовых марок. Почтовые марки самых низких номиналов первого и второго выпусков были выведены из почтового обращения в конце 2016 года и впоследствии на них были сделаны надпечатки новых номиналов согласно предложенным новым почтовым тарифам.

## Смешанная франкировка
В первые месяцы после провозглашения независимости Южного Судана 9 июля 2011 года и начала открытой продажи первых собственных почтовых марок Республики Южный Судан несколько дней спустя почтовое ведомство Южного Судана также продолжали реализацию оставшихся запасов почтовых марок Судана, что привело к появлению прошедших почту конвертов с так называемой смешанной франкировкой (см. иллюстрацию).

## Фискальные марки
В Южном Судане почтовые марки также используются в непочтовых целях. Например, сбор за подачу заявления на получение абонентского ящика в размере 5 южносуданских фунтов, уплачивается в виде пяти почтовых марок номиналом 1 южносуданский фунт, которые наклеиваются на сам бланк заявления. Однако центральное правительство Южного Судана не выпускало фискальных марок. Известно, что только Центральная Экваториальная провинция эмитировала собственные фискальные марки провинции для использования на определённых документах, оформляемых органами власти провинции, например, на свидетельствах оценки возраста (англ. Age Assessment Certificates). Администрация Центральной Экваториальной провинции после обретения Южным Суданом независимости также продолжала использовать три прежние (суданские) фискальные марки номиналом 1, 2 и 5 суданских фунтов (SDG) с текстом на английском и арабском языках, которые использовались с паритетом 1 : 1 к южносуданскому фунту. Фискальные марки всех трёх номиналов были перевыпущены с номиналами в южносуданских фунтах в 2014 или 2015 году.

## Коллекционирование

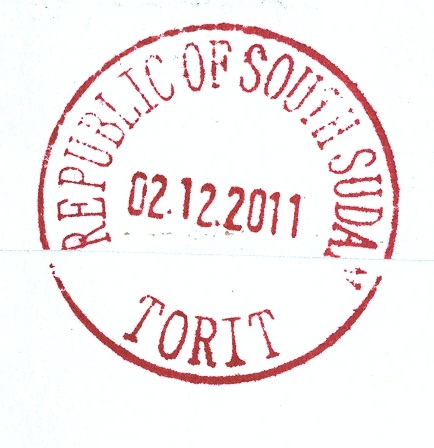
Почтовый штемпель нового типа

Южный Судан присоединился к сообществу стран-эмитентов почтовых марок в июле 2011 года, отличившись ошибкой дизайна уже в первом выпуске марок и последующим отзывом почтовой марки номиналом 2,5 южносуданских фунтов. За этим последовала серия почтовых марок, дизайн которой был разработан и были напечатаны пробные оттиски которой, но которая так и не была выпущена, хотя несколько серий можно приобрести на сайтах интернет-аукционов. У второй официально эмитированной серии также наблюдается ошибка дизайна: на марке номиналом 20 южносуданских фунтов изображена антилопа канна, но текст на марке указывает на белоухого коба (болотного козла).
Коллекционировать почтовые марки Южного Судана сложно, потому что пересылка международных почтовых отправлений через почтовое ведомство в Судане была прекращена в апреле 2012 года в связи с отменой прямого авиасообщения между Джубой и Хартумом и отсутствием международной почтовой связи. Не был создан независимый пункт почтового обмена, хотя Управление почтовой связи (Directorate of Postal Services) намеревалось подлписать договор с авиакомпаниями Ethiopian Airlines и Kenyan Airlines в начале 2012 года на перевозку почты заграницу, чтобы не зависеть от северного Судана, но этого не случилось. Вследствие этого отправить почту в Южный Судан практически невозможно, хотя некоторые входящие почтовые отправления доставляются через Эфиопию и в последнее время особенно через Кению, несмотря на то, что у почтового ведомства нет соглашения ни с каким международным марочным агентством о реализации почтовых марок.
Филателистическое общество Южного Судана (англ. The South Sudan Philatelic Society) — филателистическое общество, объединяющее коллекционеров, интересующихся почтовыми марками Южного Судана, которое уже опубликовало два выпуска своего бюллетеня, а с сентября 2017 года в Фейсбуке есть группа «South Sudan Stamp Collectors» (Коллекционеры почтовых марок Южного Судана).